# Nan đề XY
Nan đề XY là một 'nan đề giao tiếp' nảy sinh trong dịch vụ trợ giúp và các tình huống tương tự mà trong đó một 'người nhờ giúp đỡ' cần giải quyết một vấn đề căn cơ X, nhưng thay vì hỏi trực tiếp về vấn đề X, họ lại đi hỏi cách giải quyết vấn đề thứ yếu là Y mà họ tin rằng đó là giải pháp giúp họ giải quyết vấn đề X, dẫn đến hệ quả là vấn đề X bị ẩn khuất đi. Tuy nhiên, vấn đề Y thường không phải là giải pháp chính xác cho vấn đề X, hoặc nó là một giải pháp đúng nhưng lại kém, thêm vào đó, vấn đề Y của họ thường hay tiềm tàng tính lạ lùng cộng với chuyện vấn đề thực của họ bị ẩn giấu đi đều có thể dẫn đến chuyện 'người nhận giúp' gặp phải những khó khăn không cần thiết khi giao tiếp, và khiến họ đưa ra giải pháp kém hiệu quả.
Nan đề XY thông thường nảy sinh trong môi trường hỗ trợ kỹ thuật hoặc môi trường dịch vụ khách hàng, khi đó người dùng cuối đã tự mình thử giải quyết vấn đề và hiểu sai bản chất thực sự của vấn đề, tin rằng vấn đề thực sự X của họ đã được giải quyết, ngoại trừ một số tiểu tiết Y trong giải pháp của họ. Việc 'nhân viên hỗ trợ' không thể giải quyết vấn đề thực sự của họ hoặc không thể hiểu bản chất của câu hỏi của họ có thể khiến người dùng cuối trở nên bức bối. Tình huống đấy càng trở nên rõ rệt khi 'người dùng cuối' hỏi về mấy tiểu tiết dường như hồ đồ mà lại chẳng phục vụ cho bất cứ mục tiêu hữu ích cuối cùng nào cả. Giải pháp cho nhân viên hỗ trợ là đặt câu hỏi thăm dò về lý do như tại sao họ cần làm giải pháp như thế, nhằm để xác định vấn đề gốc rễ và đổi hướng 'người dùng cuối' ra khỏi con đường tìm hỏi không đi đến đâu.